# Todd Stashwick
Todd Stashwick (nascido em 16 de outubro de 1968) é um ator e escritor estadunidense.

## Vida e carreira
Stashwick nasceu em Chicago, Illinois, e cresceu nos subúrbios de fora da cidade. Pouco depois de se formar na Universidade Estadual de Illinois, ele começou a se apresentar em vários teatros locais improvisados e foi rapidamente contratado para fazer uma turnê de "The Second City" em todo o país. Após produções no "The Second City Detroit" e "The Second City Northwest", ele se mudou para Nova York. Todd esteve no Saturday Night Live no mesmo ano em que seus colegas do "Second City", Alumni David Koechner se juntaram ao elenco.
Enquanto em Nova York, ele formou uma companhia de improvisadores e começou a organizar o criticamente aclamado "Burn Manhattan" em toda a cidade sob a direção de Shira Piven. Trabalhar na televisão e com filme o atraiu para Los Angeles, onde ele atirou em vários pilotos e séries, incluindo o trabalho recorrente na série MDs, "Heroes", "The Originals" e Still Standing. Ele teve um importante papel de apoio em The Riches, no qual faz o papel do primo nefásico de Minnie Driver Dale até seu cancelamento em setembro de 2008.
Todd iria fazer o papel de Sam Drake no jogo eletrônico, Uncharted 4: A Thief's End até Amy Hennig abandonar o estúdio do jogo e haver uma reformulação no elenco.

### Roteiristar
Todd também é o co-criador, juntamente com a DC Comics e a Marvel Comics, o artista Dennis Calero, da história em quadrinho online,  Devil Inside, que foi lançada em 2010 na San Diego Comic-Con. Todd e Dennis se encontraram porque Dennis tinha desenhado o personagem de Todd de Heroes para o quadrinho online da série. Os dois decidiram colaborar em seu próprio título, que está sendo auto-publicado de graça uma vez por semana em formato de tira serializado tradicional no site pessoal de Todd.
Devil Inside conta a história de Jack Springheel também conhecido como "The Devil", que tem uma crise de consciência. Ele fugiu do inferno e fez residência no deserto de Nevada. Ele não quer voltar, ele quer renunciar. Mas há forças que conspiram para arrastá-lo de volta ao inferno. Se ele não usa seu mojo, ele fica fora das grades e não conseguem encontrá-lo. Mas ele é o Diabo acima de tudo e velhos hábitos demoram pra se perder, não usar seus poderes prova ser mais difícil do que ele pensava. Um homem preso entre o que ele é e o que ele quer ser. Ele está tentando ficar um passo à frente de seus adversários.
Todd e Dennis Calero estão em desenvolvimento com o canal Syfy com seu piloto de Clandestine. Os dois desenvolvem e escrevem o roteiro piloto para a aventura drama espacial. Os dois também são produtores co-executivos e John Shiban supervisor de roteiro.
Stashwick esteve co-escrevendo, com Amy Hennig, um jogo eletrônico de Star Wars  não nomeado pela extinta Visceral Games da Electronic Arts.

## Filmografia
| Ano        | Produção                                       | Papel                                  | Notas                                            |
| ---------- | ---------------------------------------------- | -------------------------------------- | ------------------------------------------------ |
| 1997       | Remember WENN                                  | Link                                   | 1 episódio                                       |
| 1998       | Law & Order                                    | Roger Appel                            | 1 episódio                                       |
| 1998       | Whacked                                        | Franky                                 |                                                  |
| 1998       | Spin City                                      | Diretor de televisão                   |                                                  |
| 1999       | Lucid Days in Hell                             | Max                                    |                                                  |
| 1999–08    | Law and Order: SVU                             | Ricky Blaine; Matthew Parker           | 2 episódios                                      |
| 2000       | Angel                                          | Vocah Demon                            |                                                  |
| 2000       | Diagnosis Murder                               | Peter Warbler                          | 1 episódio                                       |
| 2001       | Close to Home                                  | Jerome                                 | Filme para TV                                    |
| 2001       | Titus                                          | Chad                                   | 1 episódio                                       |
| 2001       | Providence                                     | Vic                                    | 1 episódio                                       |
| 2001       | Will & Grace                                   | Gabe Robinson                          | 1 episódio                                       |
| 2001       | Buffy the Vampire Slayer                       | M'Fashnik Demon                        |                                                  |
| 2001       | Dark Angel                                     | Sally                                  | 1 episódio                                       |
| 2001       | Dharma & Greg                                  | Gunther                                | 1 episódio                                       |
| 2002       | Scream at the Sound of the Beep                | Romero                                 |                                                  |
| 2002       | L.A.X.                                         | Gruber                                 |                                                  |
| 2002–03    | American Dreams                                |                                        | 4 episódios                                      |
| 2002       | CSI: Crime Scene Investigation                 | Matthew                                | 1 episódio                                       |
| 2002       | She Spies                                      | Agente Trent Kimbrell, O Homem de gelo | 1 episódio                                       |
| 2002       | MDs                                            | Ribeye                                 | 3 episódios                                      |
| 2003       | These Guys                                     |                                        | Filme para TV                                    |
| 2003       | Law & Order: Criminal Intent                   | Dr. Scott Borman                       | 1 episódio                                       |
| 2003       | The Rundown                                    | Gerente                                |                                                  |
| 2003       | The Guardian                                   | Jed Tobin                              | 2 episódios                                      |
| 2003       | Malcolm in the Middle                          | Nate                                   | 1 episódio                                       |
| 2004       | The Drew Carey Show                            | Tyler                                  | 1 episódio                                       |
| 2004, 2011 | CSI: Miami                                     | Steve Davis; Fred Massey               | 2 episódios                                      |
| 2004       | Along Came Polly                               | Oficial de polícia                     |                                                  |
| 2004       | Wrong Coast                                    | Várias vozes de celebridades           | Minissérie para TV                               |
| 2004       | Monk                                           | Winston Brenner                        | 1 episódio                                       |
| 2004       | Stuck in the Suburbs                           | Len                                    |                                                  |
| 2004       | Boston Legal                                   | Matthew Calder                         | 1 episódio                                       |
| 2004       | Star Trek: Enterprise                          | Talok                                  | episódio: "Kir'Shara"                            |
| 2005       | Out of Practice                                | Frankie                                | 1 episódio                                       |
| 2005       | Rodney                                         | Kirk                                   | 2 episódios                                      |
| 2005       | CSI: NY                                        | Ira Feinstein                          | 1 episódio                                       |
| 2005–07    | Weeds                                          | Cash o Segurança                       | 2 episódios                                      |
| 2006       | Community Service                              | Kirk                                   | Filme para TV                                    |
| 2006       | Crossing Jordan                                | Bank Manager Raleigh                   | 1 episódio                                       |
| 2005–2006  | Still Standing                                 | Kyle Polsky                            | 4 episódios                                      |
| 2006       | Four Kings                                     | Iguana Guy                             | 1 episódio                                       |
| 2006–2007  | The War at Home                                | Jeffrey                                | 4 episódios                                      |
| 2006       | How I Met Your Mother                          | Capitão Steve                          | 1 episódio                                       |
| 2006       | You, Me and Dupree                             | Tony                                   |                                                  |
| 2006       | Studio 60 on the Sunset Strip                  | Bill                                   | 1 episódio                                       |
| 2007       | Live!                                          | David                                  |                                                  |
| 2007       | Phineas and Ferb                               | Jack Johnson                           | Papel recorrente                                 |
| 2007–11    | Burn Notice                                    | Carmelo Dante                          | 2 episódios                                      |
| 2007       | The Air I Breathe                              | Franklin                               |                                                  |
| 2007–08    | The Riches                                     | Dale Malloy                            | 20 episódios                                     |
| 2008       | Terminator: The Sarah Connor Chronicles        | Myron Stark/T-888                      | episódio: "Self Made Man"                        |
| 2008       | Ghost Whisperer                                | Alan Walters                           | 1 episódio                                       |
| 2008       | Supernatural                                   | Shapeshifter, Drácula                  | 1 episódio                                       |
| 2008       | Life                                           | James Brenford                         | 1 episódio                                       |
| 2008       | Surfer, Dude                                   | Vic Hayes                              |                                                  |
| 2008       | Psych                                          | Frankjim Ogletree                      | 1 episódio                                       |
| 2008       | The Middleman                                  | Mr. White                              | 1 episódio                                       |
| 2008       | The Game                                       | Dean Bristol                           | 1 episódio                                       |
| 2009       | Lie to Me                                      | Hugh Ellis                             | 1 episódio                                       |
| 2009       | Curb Your Enthusiasm                           | Sandy Goodman                          | 2 episódios                                      |
| 2009       | Saving Grace                                   | Teddy Kornblum                         | 1 episódio                                       |
| 2009       | Kath & Kim                                     | Jaclson James                          | 1 episódio                                       |
| 2009       | The Mentalist                                  | Jared Renfrew                          | 1 episódio                                       |
| 2009       | The Karenskys                                  | Pequeno Max Karensky                   | Filme para TV                                    |
| 2009–10    | Heroes                                         | Eli                                    | 6 episódios                                      |
| 2010–11    | Detroit 1-8-7                                  | Henry Malloy                           | 3 episódios                                      |
| 2010       | $h*! My Dad Says                               | Dickey Todd                            | 2 episódios                                      |
| 2010       | Childrens Hospital                             | Officer                                | 1 episódio                                       |
| 2010       | The Good Guys                                  | Kasson                                 | 1 episódio                                       |
| 2010       | Dark Blue                                      |                                        | 1 episódio                                       |
| 2010       | Helpless                                       | Detective Miller                       | Curta                                            |
| 2010       | Stalker Chronicles                             | Ringleader                             | 1 episódio                                       |
| 2010       | Friendship!                                    | Darryl                                 |                                                  |
| 2010       | Secret of the Black Cat                        | Elliot                                 | Curta                                            |
| 2010       | To Be Friends                                  | Him                                    |                                                  |
| 2011       | Men of a Certain Age                           |                                        | 4 episódios                                      |
| 2011       | The Glades                                     | Jared Nolan                            | 1 episódio                                       |
| 2011       | Better with You                                | Miles                                  | 2 episódios                                      |
| 2011       | Private Practice                               | Brett                                  | 1 episódio                                       |
| 2011       | The Proposition                                | Miles                                  | Curta                                            |
| 2011       | Supah Ninjas                                   | Eternum                                | 1 episódio                                       |
| 2011       | Tom and Jerry and the Wizard of Oz             | O Leão Covarde                         | Narrador                                         |
| 2011       | Phineas e Ferb O Filme: Através da 2ª Dimensão | Vozes adicionais                       | Narrador                                         |
| 2012       | April Apocalypse                               | The Priest                             |                                                  |
| 2012       | Letting Go                                     | Matheson                               |                                                  |
| 2012       | Grassroots                                     | Nick Ricochet                          |                                                  |
| 2012       | The Exes                                       | Grant                                  | 1 episódio                                       |
| 2012       | Justified                                      | Ash Murphy                             | 4 episódios                                      |
| 2012       | How to Cheat on Your Wife                      | Taylor Swift                           | Filme para TV                                    |
| 2012       | Leverage                                       | Tommy Madsen                           | 1 episódio                                       |
| 2013       | Teen Wolf                                      | Henry Tate                             | Papel recorrente                                 |
| 2013       | Criminal Minds                                 | Eddie Lee Wilcox                       |                                                  |
| 2013       | The Originals                                  | Father Kieran O'Connell                | Papel recorrente                                 |
| 2013       | Mockingbird                                    | Thomas                                 |                                                  |
| 2013       | Grey's Anatomy                                 | Sr. Kramer                             | episódio: "Idle Hands"                           |
| 2014       | Gotham                                         | Richard Sionis                         | Temporada 1, 1 episódio; Temporada 2, 1 episódio |
| 2015–      | 12 Monkeys                                     | Deacon                                 | Regular na série                                 |
| 2019       | Kim Possible (Live Action)                     | Dr. Drakken                            |                                                  |